# روشيكا ديو
روشيكا ديو هي سياسية فيجية وناشطة. وهي مؤسِّسة حملة تغيير الحركة في فيجي، وهي حركة تؤيد الحركة النسوية، والمثلية الجنسية، والعجز، وحقوق الإنسان، والبيئية. تهدف منظمتها إلى إحداث تغيير اجتماعي وسياسي واقتصادي وثقافي في فيجي. اعتُبرت روشيكا ديو مُرشحة مستقلة للانتخابات العامة في سبتمبر 2014، وكانت أول مرشح للتسجيل. ترشحت بشكل مستقل خلال الانتخابات، رافضة عروض الدعم من الأطراف المنشأة لأن هذه الأطراف لم يكن لديها موقف واضح بشأن مخاوفها الأساسية القائمة على الحقوق. على الرغم من أنها حصلت على 1055 صوتا في الانتخابات لم تكن كافية لدخول البرلمان، إلا أنها كانت أكثر من العديد من السياسيين المُحنكين وأكثر من الأشخاص الذين كانوا قادرين على الدخول كجزء من حزبهم.  بعد الانتخابات، بدأت تعمل على تأسيس «حزب التغيير» المقترح لتعزيز تفانيها في مجال حقوق الإنسان وحقوق المرأة وحقوق المثليين في برنامج للنشاط السياسي وللشباب في فيجي أن يكون لهم صوت. وهي تعمل حاليًا على جمع التوقيعات الـ 5000 اللازمة لتسجيل الأحزاب.
اختيار السيدة ديو جعلها منفردة، انتُقدت من مصادر مختلفة، بما في ذلك الأحزاب السياسية القائمة وزعماء الكنائس والصحف الحكومية. كما واجهت أيضًا تحرشًا عبر الإنترنت قائم على نوع الجنس بما في ذلك التهديدات والصور التي تم التلاعب بها.  وكان ردها ثابت، ولم تتجنب أبدًا الفرص المتاحة للترويج لرسالتها المتعلقة بالمساواة بين الجنسين والدعوة إلى التمثيل الفعّال للنساء في السياسة. عندما سئلت عما إذا كانت قادرة على «الركض مع الأولاد»، أشارت إلى أن هذه اللغة الجندرية توضح العقبات التي تواجهها النساء سياسيًا.

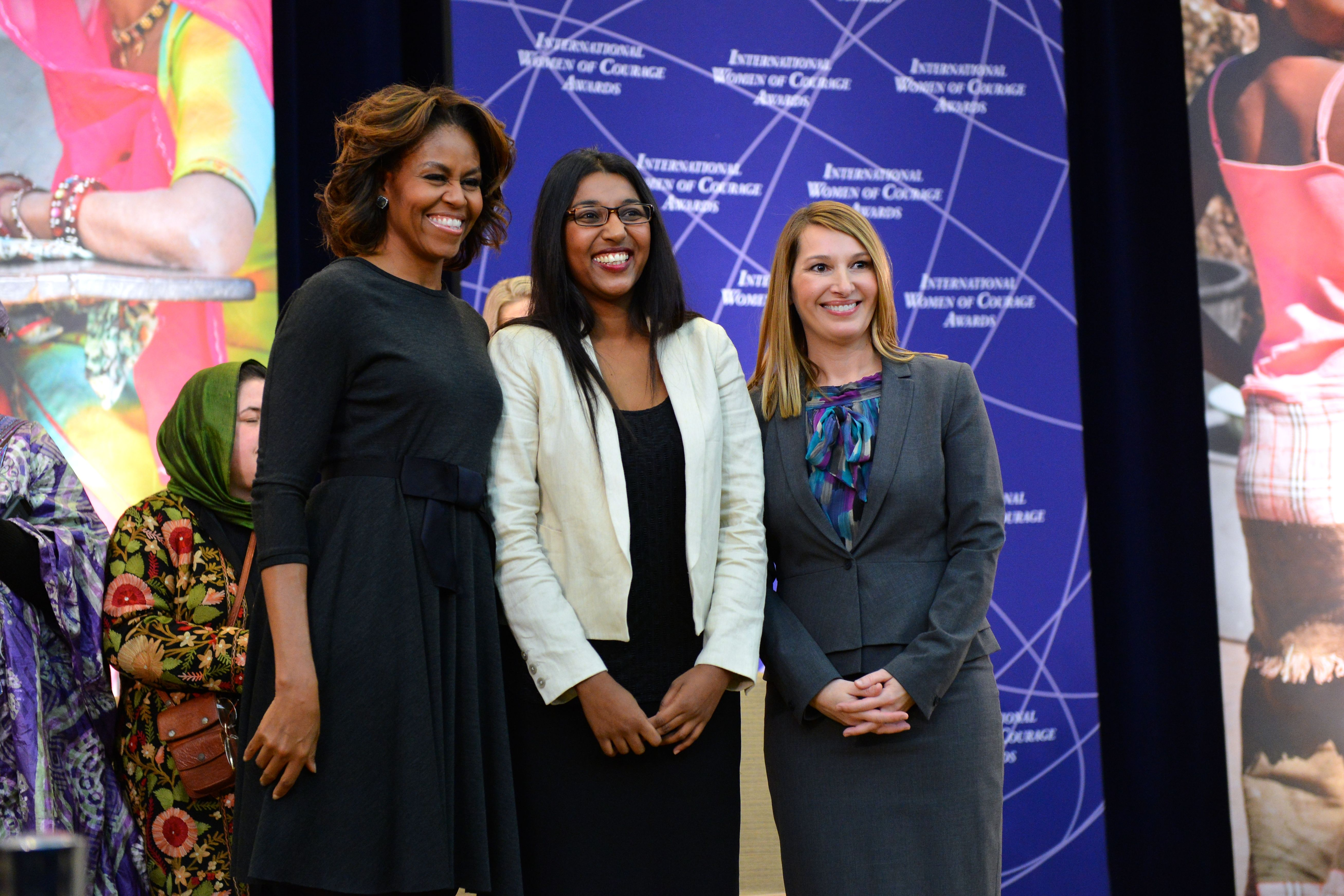
جائزة نساء الشجاعة الدولية، 2014. السيدة الأمريكية الأولى ميشيل أوباما ونائبة الأمين هيغنبوتوم مع روشيكا ديو من فيجي.

باعتبارها سيدة رائدة في السياسة في فيجي، فإن مهنة السيدة ديو جذبت الانتباه الأكاديمي على المستوى الدولي. قدمت بيا تشاتير، زميلة أبحاث في النوع الاجتماعي في جامعة الولاية الوطنية والمجتمع والحكم في برنامج ميلانيزيا، خبرة السيدة ديو في عرض «السلطة والسياسة والانحراف الإيجابي» في مؤتمر دلب السنوي لعام 2016.  
في عام 2009، أصبحت السيدة ديو أصغر شخص في المحيط الهادئ تحصل على جائزة بول هاريس للزمالة، والتي حصلت عليها تقديرًا لحماسها والتزامها بمساعدة مجتمعها. تم ترشيحها للحصول على جائزة منظمة العفو الدولية عن حقوق الإنسان في عام 2013. كما حصلت على جائزة نساء الشجاعة الدولية من قِبل وزيرة الخارجية الأمريكية ميشيل أوباما 2014، مرة أخرى كأصغر متلقٍ في المحيط الهادئ حتى الآن.
ومن المعروف على نطاق واسع دفاعها وعملها في مجال حقوق المرأة وإنهاء العنف ضد الفتيات والنساء.  لديها قيادة وخبرة مهنية تعمل في المنظمات غير الحكومية النسوية ووكالات الأمم المتحدة في منطقة المحيط الهادئ. بدأت مسيرة «اخرجوا الشوارع» أثناء العمل في منتدى القادة الناشئين (ELF) في حركة حقوق النساء في فيجي. كانت فيجي أول دولة في المحيط الهادئ تقدم عرضًا لمناهج مناجاة المهبل تحت مبادرة السيدة ديو. كما قدمت حملة النهضة المليار إلى المحيط الهادئ.

## الحياة الشخصية
تنتمي روشيكا ديو إلى عائلة هندوسية هندية فيجية. كان والدها إندار ديو مستشارًا معروفًا، سياسيًا لحزب التحالف الوطني ورجل أعمال، يعيش الآن في أستراليا. قالت في مقابلة مع فيجي صن إنها عندما كانت صغيرة أبلغت والدها أنها تريد أن تكون رئيسة وزراء فيجي، فثبتها في ذلك الوقت لكنها الآن تعتقد أن «كل شيء ممكن». لديها ثلاثة أشقاء وشقيقة واحدة.
إلتحقت السيدة ديو بمدرسة سوفا جرامر وتحمل شهادة بكالوريوس في القانون من جامعة جنوب المحيط الهادئ (USP).

## روابط خارجية
- 2015 International Women of Courage Awards, U.S. State Department photostream on Flickr
- Secretary's International Women of Courage Award (U.S. Department of State)